# 정지원 (1991년)
정지원(1991년 2월 24일 ~ )은 대한민국의 치어리더이다.

## 경력
- 롯데 자이언츠 치어리더
- LG 세이커스 치어리더
- NC 다이노스 치어리더